# Королівська бібліотека у Варшаві
Королівська бібліотека (пол. Biblioteka Królewska) — будівля приватної придворної бібліотеки короля Станіслава Августа Понятовського, складова частина комплексу Королівського замку у Варшаві.

## Історія
Бібліотека була заснована в 1764 році після приходу новообраного короля Станіслава Августа Понятовського до Королівського замку у Варшаві. Бібліотека була створена на базі приватних колекцій Понятовського та інших приватних книгозбірень, які він придбав, у тому числі у Джуліані, Яна Беніаміна Стейнхаузера, Матеуша Чарнека та інших. 
У 1780-1784 рр. була побудована нова будівля для потреб бібліотеки, що примикала до північного крила палацу Pod Blachą. Інтер'єр бібліотеки був спроєктований італійським архітектором при королівському дворі Доменіко Мерліні. Будівля була довжиною 56 метрів і шириною 9 метрів . З північної стіни виходило 15 вікон. На даху бібліотеки знаходився оглядовий майданчик.
Під час Другої світової війни бібліотека стала єдиною збереженою спорудою в комплексі Королівського замку.  

## Зібрання

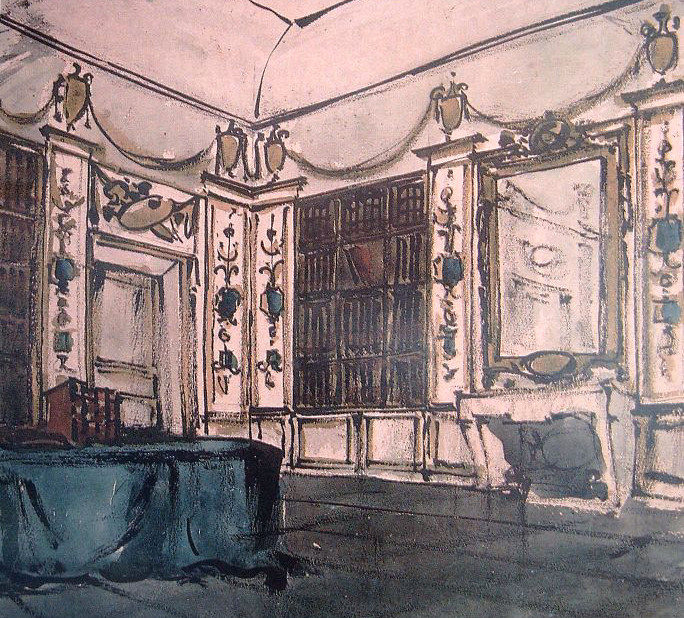
Малюнок бібліотеки Станіслава Августа Понятовського. J. Łojek Станіслав Август Понятовський та його часи

Понятовський був бібліофілом, любителем мистецтва і покровителем літератури. Крім книг, він колекціонував картини, монети й медалі, астрономічні та метеорологічні інструменти . Протягом наступних трьох десятків років свого правління Понятовський систематично розширював свої колекції, купуючи книги та рукописи на історичні та географічні теми, карти, атласи та глобуси. Колекція була розширена шляхом подарунків, покупок і постійних підписок. Цінність зібраних творів після смерті короля оцінювалася у 222354 злотих. 
З часу заснування бібліотеки в 1778 році, колекція налічувала близько 5000 примірників. У 1783 р., коли колекція була перенесена до палацу, у ньому вже було близько 7,5 тис. томів; у 1793 році близько 13 тисяч томів, а наприкінці існування бібліотеки в 1795-1798 роках її книжковий збір оцінювався в 15-20 тисяч томів. Здебільшого це були книжки іноземними мовами, тематично пов'язані з трьома дисциплінами: філософією, художньою літературою та історією. Багато книг мали стильні рамки, виконані з пофарбованої шкіри коричневого, червоного або зеленого кольору, прикрашені мереживними рамками з тисненням золота з розташованим в центрі королівським гербом. 
Окремим відділом була колекція альбомів, яка нараховувала 596 томів, 30 000 гравюр і малюнків, а також кілька сотень збірок історичних та історико-літературних рукописів. Крім того, у Станіслава Августа були зібрані колекції в королівських резиденціях в Лазенках, де було 2128 томів та в Козеніце, де він зібрав 349 томів переважно в області художньої літератури: поезії, туристичних описів, романсів і романів . 

### Архів
Станіслав Август вів записи своїх розмов з високопоставленими гостями. Архів розташовувався в Королівському замку у Варшаві, куратором якого був Крістіан Вільгельм Фрізе, а після нього — з середини 1794 року — єпископ Ян Альбертранді. Архів Станіслава Августа налічував близько тисячі книжок, пачок паперів, різних пакетів тощо. Після від'їзду Станіслава Августа в січні 1795 р. до Петербурга архіви поділялися на чотири частини: 
- Перша частина — близько 100 томів, були відправлені до Санкт-Петербурга, де російські архівісти дали колекції невірну назву «Архів Королівства Польського». За Ризьким договором 1921 року радянська влада повернула цю колекцію до Польщі.
- Частина друга — 152 предмети й 133 томи рукописів були запозичені у царя в 1797 році Тадеушем Чацьким, а після його смерті колекція перейшла до Адама Єжи Чарторийського і зараз знаходиться в Краківському музеї Чарторийських.
- Третя частина — 372 томи документів, отриманих від Марціна Бадені. Цю цінну колекцію (документи, що стосуються зовнішньої політики) пізніше відправили до родини Попеля в Кракові. У 1930 році державні органи закупили його, і сьогодні вона знаходиться в Центральному архіві історичних записів у Варшаві.
- Четверта частина містить документи, що стосуються діяльності Станіслава Августа в перші 10 років його правління. Документи були вилучені з Польщі Станіславом Понятовським в 1804 році, і їх подальша доля невідома[4].

### Бібліотека
Після смерті короля, який володів колекціями як у самій бібліотеці, так і в інших бібліотеках у королівських резиденціях, серед інших в Козеніце і Лазенках, став князь Юзеф Понятовський. У 1803 р.  або в 1809 р. бібліотека в 158 тис. томів (за іншими даними 15 580 томів), а також астрономічні та математичні інструменти, медалі (54 тис. шт.), мінерали й стародавні пам'ятники на 25 000 злотих, придбані Тадеушем Чацьким. Їх перевезли в Кременець і перевели до бібліотеки ліцею Кременця. 
Після закриття гімназії в 1834 році бібліотечні колекції Кременецького ліцею разом з колекцією бібліотеки Понятовського були доставлені до Києва, де вони стали ядром бібліотеки Імператорського університету Св. Володимира. В радянські часи разом з оригінальними шафами були передані Національній бібліотеці України ім. В. І. Вернадського.

## Бібліотекарі
Першим бібліотекарем у бібліотеці Станіслава Августа був француз Йозеф Дюамель. У 1766-1790 роках цю функцію виконував Марек Людвік Реверділ, який у 1783 р. розробив перший каталог книгозбірні. Після його смерті, в 1790 році, функцію бібліотекаря виконував Ян Альбертранді. Він створив новий систематичний каталог, що містить 14 500 робіт, розділених на десять розділів.